# Mate Delić
Mate Delić (Split, 29 de abril de 1993) é um tenista profissional croata. Sua melhor classificação de simples é o N°. 150 da ATP alcançado em 5 de janeiro de 2015, enquanto nas duplas, conquistou a posição de N°. 348 da ATP em 28 de outubro 2013.

## Biografia
Delić começou a jogar ténis aos seis anos, porque seu pai jogava tênis por diversão. Os seus pais são Miroslav, um ex-treinador, e Zeljka; Delić tem dois irmãos, Domagoj e Duje. Sua superfície favorita é saibro. O seu torneio favorito é o ATP de Umag. Seu ídolo de infância era o croata Goran Ivanisevic. Seus hobbies incluem sair com os amigos e assistir a filmes. Seu objetivo no ténis é chegar ao Top 10.

## Carreira
Em 2014, pelo ATP de Düsseldorf, ele se classificou para a chave principal e ganhou seus dois primeiros jogos contra Michał Przysiezny e Dustin Brown, antes de perder nas quartas de final para o alemão Philipp Kohlschreiber. Onde com quase duas horas de correria em quadra (a partida foi um verdadeiro teste físico), o tenista da Alemanha venceu por 2 sets a 1, parcias de 7/5,4/6 e 6/1.
Mate Delić já ganhou vários títulos de Torneis Futures em simples e duplas.